# I-đê-an nguyên tố

Giản đồ Hasse mô tả các i-đê-an nguyên tố của vành Các đỉnh màu tím là các i-đê-an nguyên tố.

Trong đại số, i-đê-an nguyên tố là tập con của vành thỏa mãn nhiều tính chất giống như là các số nguyên tố trong vành các số nguyên.

## I-đê-an nguyên tố trong các vành giao hoán
Một i-đê-an {\displaystyle I} của một vành giao hoán {\displaystyle R} được gọi là i-đê-an nguyên tố nếu nó có hai tính chất sau:
- Nếu {\displaystyle a} và {\displaystyle b} là hai phần tử của {\displaystyle R} sao cho tích {\displaystyle ab} là phần tử của {\displaystyle I}, thì {\displaystyle a} là phẩn tử của {\displaystyle I} hoặc {\displaystyle b} là phần tử của {\displaystyle I}.
- {\displaystyle I} không phải là toàn bộ vành {\displaystyle R}

### Ví dụ
- Với {\displaystyle R=\mathbb {Z} ,} tập hợp các số chẵn là một i-đê-an nguyên tố, được ký hiệu là {\displaystyle 2\mathbb {Z} }.
- Trong một vành {\displaystyle R}, một i-đê-an tối đại là một i-đê-an {\displaystyle M} tối đại theo quan hệ bao hàm trong tập hợp tất cả các i-đê-an thực sự của {\displaystyle R}, tức là {\displaystyle M} được chứa trong chính xác hai i-đê-an của {\displaystyle R}: {\displaystyle M} và {\displaystyle R}. Một i-đê-an tối đại thì là nguyên tố.[2]
- Nếu {\displaystyle X} là một đa tạp trơn, {\displaystyle R={\mathcal {C}}^{\infty }(X)} là vành các hàm thực trơn trên {\displaystyle X} và {\displaystyle x} là một điểm của {\displaystyle X} thì tập hợp tất cả các hàm trơn {\displaystyle f} với {\displaystyle f(x)=0} tạo thành một i-đê-an tối đại, và do đó nguyên tố, của {\displaystyle R}.

### Tính chất
- Một i-đê-an {\displaystyle I} của một vành {\displaystyle R} (có đơn vị) là nguyên tố khi và chỉ khi vành thương {\displaystyle R/I} là một miền nguyên. Nói riêng, một vành giao hoán là một miền nguyên khi và chỉ khi {\displaystyle (0)} là một i-đê-an nguyên tố.[1]
- Tổng của hai i-đê-an nguyên tố không nhất thiết là nguyên tố. Ví dụ, vành {\displaystyle \mathbb {C} [x,y]} có các i-đê-an nguyên tố {\displaystyle P=(x^{2}+y^{2}-1)} và {\displaystyle Q=(x)}. Tổng của chúng là {\displaystyle P+Q=(x^{2}+y^{2}-1,x)=(x,y^{2}-1)} không phải là nguyên tốt: {\displaystyle y^{2}-1=(y-1)(y+1)\in P+Q} nhưng hai thừa số của nó lại không nằm trong {\displaystyle P+Q}.

## I-đê-an nguyên tố trong các vành không giao hoán
Các i-đê-an hai phía nguyên tố trong một vành không giao hoán có thể được định nghĩa như sau:: một i-đê-an (hai phía) {\displaystyle I} của một vành {\displaystyle R} (không nhất thiết giao hoán) được gọi là một i-đê-an nguyên tố nếu {\displaystyle I\neq R} và với mọi i-đê-an (hai phía) {\displaystyle {\mathfrak {A}},{\mathfrak {B}}\subset R}, ta có: {\displaystyle {\mathfrak {A}}\cdot {\mathfrak {B}}\subset I\implies {\mathfrak {A}}\subset I{\text{ hoặc }}{\mathfrak {B}}\subset I}.